# (299020) Chennaoui
(299020) Chennaoui est un astéroïde de la ceinture principale.

## Description
(299020) Chennaoui est un astéroïde de la ceinture principale. Il fut découvert le 5 janvier 2005 à Vicques par Michel Ory. Il présente une orbite caractérisée par un demi-grand axe de 2,55 UA, une excentricité de 0,14 et une inclinaison de 6,6° par rapport à l'écliptique.